# Hyppeln
Hyppeln is een plaats en eiland in de gemeente Öckerö in het landschap Bohuslän en de provincie Västra Götalands län in Zweden. De plaats heeft 197 inwoners (2005) en een oppervlakte van 16 hectare. Het eiland ligt in het noordelijke deel van de Göteborg-archipel en is circa 1,5 kilometer lang.